# Anigrus nitida
Anigrus nitida är en insektsart som först beskrevs av Bierman 1910.  Anigrus nitida ingår i släktet Anigrus och familjen Meenoplidae. Inga underarter finns listade i Catalogue of Life.